# Рычажное
Рычажное — поселок в Слободском районе Кировской области в составе Озерницкого сельского поселения.

## География
Находится на расстоянии примерно 30 км на север от районного центра города Слободской.

## История
Известен с 1939 году, в 1950 году было учтено хозяйств 25 и жителей 196, в 1989 году проживало 169 человек. 

## Население
Постоянное население  составляло 59 человек (русские 93%) в 2002 году, 36 в 2010.